# Noon (langue)
Pour les articles homonymes, voir Noon.
Ne doit pas être confondu avec Noone (langue).
Le noon, aussi appelé serer-noon, est une langue parlée dans l'ouest du Sénégal, principalement dans la région de Thiès. Lors du recensement de 2002, le nombre de locuteurs s'élevait à 29 825. 
Comme le léhar, le saafi, le ndut et le palor, elle fait partie des langues cangin, rattachées à la branche du nord des langues atlantiques, elles-mêmes sous-catégorie des langues nigéro-congolaises.

## Statut
Comme 16 autres langues (et d'autres à venir), elle a obtenu le statut de langue nationale au Sénégal.

## Écriture
Le noon s’écrit avec l’alphabet latin. En 2005, un décret règlemente l’orthographe noon.
| Lettres de l’alphabet | Lettres de l’alphabet | Lettres de l’alphabet | Lettres de l’alphabet | Lettres de l’alphabet | Lettres de l’alphabet | Lettres de l’alphabet | Lettres de l’alphabet | Lettres de l’alphabet | Lettres de l’alphabet | Lettres de l’alphabet | Lettres de l’alphabet | Lettres de l’alphabet | Lettres de l’alphabet | Lettres de l’alphabet | Lettres de l’alphabet | Lettres de l’alphabet | Lettres de l’alphabet | Lettres de l’alphabet | Lettres de l’alphabet | Lettres de l’alphabet | Lettres de l’alphabet | Lettres de l’alphabet | Lettres de l’alphabet | Lettres de l’alphabet | Lettres de l’alphabet | Lettres de l’alphabet | Lettres de l’alphabet | Lettres de l’alphabet |
| --------------------- | --------------------- | --------------------- | --------------------- | --------------------- | --------------------- | --------------------- | --------------------- | --------------------- | --------------------- | --------------------- | --------------------- | --------------------- | --------------------- | --------------------- | --------------------- | --------------------- | --------------------- | --------------------- | --------------------- | --------------------- | --------------------- | --------------------- | --------------------- | --------------------- | --------------------- | --------------------- | --------------------- | --------------------- |
| A                     | B                     | Ɓ                     | C                     | D                     | Ɗ                     | E                     | Ë                     | F                     | G                     | H                     | I                     | J                     | K                     | L                     | M                     | N                     | Ñ                     | Ŋ                     | O                     | P                     | R                     | S                     | T                     | U                     | W                     | Y                     | Ƴ                     | ʼ                     |
| a                     | b                     | ɓ                     | c                     | d                     | ɗ                     | e                     | ë                     | f                     | g                     | h                     | i                     | j                     | k                     | l                     | m                     | n                     | ñ                     | ŋ                     | o                     | p                     | r                     | s                     | t                     | u                     | w                     | y                     | ƴ                     | ʼ                     |

L’accent aigu est utilisé pour les voyelles tendues : é, í, ó, ú.

## Prononciation
|            | Antérieure | Centrale | Postérieure |
| ---------- | ---------- | -------- | ----------- |
| Fermée     | i ‹ í ›    |          | u ‹ ú ›     |
| Mi-fermée  | ɪ ‹ i ›    |          | ʊ ‹ u ›     |
| Moyenne    | e ‹ é ›    | ə ‹ ë ›  | o ‹ ó ›     |
| Mi-ouverte | ɛ ‹ e ›    |          | ɔ ‹ o ›     |
| Ouverte    |            | a ‹ a ›  |             |

|              | Labiale   | Alvéolaire | Palatale  | Vélaire   | Labio- vélaire | Glottale |
| ------------ | --------- | ---------- | --------- | --------- | -------------- | -------- |
| Éjective     | ɓ ‹ ɓ ›   | ɗ ‹ ɗ ›    | ʄ ‹ ƴ ›   |           |                |          |
| Occlusive    | p ‹ p ›   | t ‹ t ›    | c ‹ c ›   | k ‹ k ›   |                | ʔ ‹ ’ ›  |
| Prénasalisée | mb ‹ mb › | nd ‹ nd ›  | nɟ ‹ nj › | nɡ ‹ ng › |                |          |
| Fricative    | f ‹ f ›   | s ‹ s ›    | ɟ ‹ j ›   |           | w ‹ w ›        | h ‹ h ›  |
| Nasale       | m ‹ m ›   | n ‹ n ›    | ɲ ‹ ñ ›   |           |                |          |
| Latérale     |           | l ‹ l ›    |           |           |                |          |
| Vibrante     |           | r ‹ r ›    |           |           |                |          |